# Rosemary Aubert
Pour les articles homonymes, voir Aubert.
Rosemary Aubert, née le 4 mai 1946 à Niagara Falls, dans l'État de New York et morte le 13 mars 2024, est une femme de lettres canadienne d'origine américaine, auteure de roman policier.

## Biographie
Elle fait des études supérieures à St. Bonaventure University et décroche une bourse d'études. Condamnant l'intervention américaine pendant la guerre du Viêt Nam, elle décide de quitter les États-Unis pour le Canada et poursuit ses études à l'université York. puis obtient une maîtrise en littérature de l'université de Toronto.
Après avoir écrit de la poésie et avoir été nègre littéraire pour le compte des éditions Harlequin, elle décide de se lancer dans le roman policier. Pour y parvenir, elle prend des cours du soir en criminologie à l'Université de Toronto et s'intéresse de près aux enfants de la rue, aux drogués et aux sans-abris de la capitale de l'Ontario. En 1986, elle publie Firebrand, son premier roman.
En 1997, elle fait paraître La Main coupée (Free Reign), premier volume d'une série consacrée à Ellis Portal, un ancien juge de Toronto qui, victime d'un concours de circonstances, est devenu un sans-abri, mais qui, en résolvant des affaires criminelles, va peu à peu redorer sa réputation et, finalement, reprendre son métier. Avec le deuxième roman de cette série, The Feast of Stephen, paru en 1999, Rosemary Aubert est lauréate du prix Arthur-Ellis 2000 du meilleur roman.

## Œuvre

### Romans

#### SérieEllis Portal
- Free Reign (1997) Publié en français sous le titre La Main coupée, Paris, Presses de la cité, 1998  (ISBN 2-258-04849-4)
- The Feast of Stephen (1999)
- The Ferryman Will Be There (2001)
- Leave Me by Dying (2003)
- Red Mass (2005)
- Don't Forget You Love Me (2014)

#### Autres romans
- Firebrand (1986)
- A Thousand to One (1996)
- The Judge of Orphans (2007)
- Terminal Grill (2013)

### Nouvelle
- The Midnight Boat to Palermo (1994) Publié en français sous le titre Le Bateau de minuit pour Palerme, dans l'anthologie Treize nouvelles policières, noires et mystérieuses, Québec, Alire, 2003  (ISBN 9782922145724)

### Poésie
- Two Kinds of Honey (1977)
- Picking Wild Raspberries: The Imaginary Love Poems of Gertrude Stein (1997)
- Rough Wilderness: The Imaginary Love Poems of the Abbess Heloise (2011)
- Lenin for Lovers (2012)

## Prix et distinctions

### Prix
- Prix Arthur-Ellis 1995 de la meilleure nouvelle policière pour The Midnight Boat to Palermo[2]
- Prix Arthur-Ellis 2000 du meilleur roman pour The Feast of Stephen[2]

### Nomination
- Prix Arthur-Ellis 1998 du meilleur premier roman pour Free Reign[2]
- Prix Barry 1998 du meilleur premier roman pour Free Reign[3]